# Taggfjällskivling
Taggfjällskivling (Lepiota echinacea) är en svampart som beskrevs av J.E. Lange 1940. Lepiota echinacea ingår i släktet Lepiota och familjen Agaricaceae.   Inga underarter finns listade i Catalogue of Life.
I den svenska databasen Dyntaxa används istället namnet Echinoderma echinacea för samma taxon.  Arten är reproducerande i Sverige.